# Mima (Tanzania)
Mima è una circoscrizione rurale (rural ward) della Tanzania situata nel distretto di Mpwapwa, regione di Dodoma. Conta una popolazione di 14 435 abitanti (censimento 2012).